# 1868年アメリカ合衆国大統領選挙
1868年アメリカ合衆国大統領選挙（1868ねんアメリカがっしゅうこくだいとうりょうせんきょ、英語: United States presidential election, 1868）は、1868年11月3日に行われたアメリカ合衆国大統領選挙（第21回）。レコンストラクション時代に行われたことでは最初の大統領選挙であった。
元アメリカ連合国加盟州のうち3州（テキサス州、ミシシッピ州およびバージニア州）は、まだアメリカ合衆国への再加盟を認められておらず、したがって選挙の投票は行われなかった。現職の大統領アンドリュー・ジョンソンは多くの人と疎遠になっており、民主党の指名を受けようとしたが失敗した。ジョンソンは上記3州の再加盟を認めさせることもできなかった。ジョンソンの代わりに民主党はホレイショ・シーモアを指名し、共和党の候補者で南北戦争の英雄ユリシーズ・グラント将軍に対抗させた。グラントは、南部の全州で解放奴隷が投票できたことと、南北戦争に勝った男として北部で絶対の人気があり、圧倒的な勝利を得た。

## 背景
レコンストラクションは北部でも南部でも熱い議論がされている問題だった。シーモアは、歴史家のデイビッド・ブライトが「アメリカの歴史の中でも間違いなく最も明け透けな白人至上主義者の選挙運動」と呼んだ選挙戦を、「これは白人の国だ、白人に支配させろ」というスローガンで進めた。

## 候補者の指名

### 共和党の指名
共和党の候補者
- ジョン・A・J・クレスウェル、メリーランド州出身、元アメリカ合衆国上院議員
- ユリシーズ・グラント、イリノイ州出身、アメリカ陸軍司令官

グラント将軍は共和党員であると宣言し、党の看板候補として全会一致で指名された。議長のスカイラー・コルファクスが副大統領候補に選ばれた。
他にも副大統領候補として次の者達がいた。
- ジョン・クレスウェル、メリーランド州出身、元アメリカ合衆国上院議員
- アンドリュー・G・カーティン、元ペンシルベニア州知事
- ルーベン・E・フェントン、ニューヨーク州知事
- ハンニバル・ハムリン、メイン州出身、元副大統領
- ジェイムズ・ハーラン、アイオワ州出身、アメリカ合衆国上院議員
- ウィリアム・D・ケリー、ペンシルベニア州出身、アメリカ合衆国下院議員
- サミュエル・C・ポメロイ、カンザス州出身、アメリカ合衆国上院議員
- ジェイムズ・スピード、ケンタッキー州出身、アメリカ合衆国司法長官
- ベンジャミン・ウェイド、オハイオ州出身、アメリカ合衆国上院議員
- ヘンリー・ウィルソン、マサチューセッツ州出身、アメリカ合衆国上院議員

### 民主党の指名
民主党の候補者
- ウィンフィールド・S・ハンコック、ペンシルベニア州出身、アメリカ陸軍少将
- トーマス・A・ヘンドリックス、インディアナ州出身、アメリカ合衆国上院議員
- アンドリュー・ジョンソン、テネシー州出身、現職大統領
- アサ・パッカー、ペンシルベニア州出身、元アメリカ合衆国下院議員
- ジョージ・H・ペンドルトン、オハイオ州出身、元アメリカ合衆国下院議員、1864年大統領選挙で副大統領候補
- ホレイショ・シーモア、元ニューヨーク州知事、1860年と1864年の大統領指名候補

アンドリュー・ジョンソン大統領は当初幾らか支持があったが、民主党が指名するよう求めることを拒否したので、民主党は結果的に次の投票で代わりの候補者に投票することになった。ジョンソンはレコンストラクション問題で無力であり、支持者の基盤を作るためにその後援組織を使うことが無かった。2期ニューヨーク州知事を務めたホレイショ・シーモアが民主党の大統領候補として浮上して317の代議員票を獲得し、1864年の大統領選挙で副大統領候補だったジョージ・H・ペンドルトン（157票）、後の副大統領トーマス・A・ヘンドリックス（146票）および結果として1880年の民主党大統領候補ウィンフィールド・S・ハンコックを抑えた。フランシス・プレストン・ブレア・ジュニアが副大統領候補に指名された。

## 一般選挙

### 結果
グラントは一般選挙でも選挙人選挙でも全ての地域で勝利し、大統領に当選した（ネブラスカ州の加盟で31州が参加した。しかし、テキサス州、ミシシッピ州およびバージニア州はレコンストラクションが終わっていないという状態で参加を許されなかった）。
共和党は、黒人の選挙権を憲法で正式に規定するアメリカ合衆国憲法修正第15条を通すことで北軍の勝利を守るための階梯を踏んだ。
| 大統領選の結果                      |            |            |            |                 |                                                     |              |
| 大統領候補者 出身州                 | 党         | 得票数(a)  | 得票率     | 選挙人得票数(a) | 副大統領候補者 出身州                               | 選挙人得票数 |
| ユリシーズ・グラント イリノイ州     | 共和党     | 3,013,650  | 52.7%      | 214             | スカイラー・コルファクス インディアナ州             | 214          |
| ホレイショ・シーモア ニューヨーク州 | 民主党     | 2,708,744  | 47.3%      | 80              | フランシス・プレストン・ブレア・ジュニア ミズーリ州 | 80           |
| その他                              | -          | 46         | 0.0%       | 0               | -                                                   | 0            |
| 合計                                | 合計       | 5,722,440  | 100%       | 294             | -                                                   | 294          |
| 選出必要数                          | 選出必要数 | 選出必要数 | 選出必要数 | 148             | -                                                   | 148          |

(a) テキサス州、ミシシッピ州およびバージニア州はレコンストラクションが終わっていないという状態で参加を許されなかった。フロリダ州では、州議会が選挙人票を投じた。

### 接戦だった州
赤字は共和党、青字は民主党が勝利したことを示す。
得票率差1%未満 (選挙人数8)
1. カリフォルニア州 0.48%
2. オレゴン州 0.74%

得票率差5%未満 (選挙人数93)
1. ニューヨーク州 1.18%
2. ニュージャージー州 1.76%
3. アラバマ州 2.50%
4. インディアナ州 2.79%
5. コネチカット州 2.98%
6. ペンシルベニア州 4.41%